# 五味太郎
五味 太郎（ごみ たろう、1945年8月20日 - ）は、日本の絵本作家。

## 人物・来歴
東京都調布市生まれ。父は英文学者で法政大学教授。
桐朋中学校時代は自動車窃盗事件で立川警察署に逮捕されたことがある。桐朋高等学校から東京芸術大学受験に失敗し、桑沢デザイン研究所ID科を卒業。同校卒業後は工業デザイン、エディトリアルデザインなどのデザイナーを経て、1973年に『みち』（福音館書店）で絵本作家としてデビュー。現在までに400冊以上の絵本を手がける。絵本のほかにエッセイも書いている。更に作詞家として主に子供向けの楽曲を書いている。
一人称は文面上は「ぼく」で、発声時は「おれ」。
東京生まれの東京育ちだが、阪神タイガースファンである。

## 受賞
- 1978年、『たべたの だあれ』（文化出版局）で第25回サンケイ児童出版文化賞
- 1981年、『仔牛の春』（偕成社）でボローニャ国際絵本原画展賞
- 2000年、『ときどきの少年』（新潮社）で第22回路傍の石文学賞
- 2019年、『つくえはつくえ』（偕成社）で第50回講談社絵本賞
- 2025年、『ぼくは ふね』（福音館書店）で第30回日本絵本賞大賞[2]

など受賞多数。

## 主な作品

### 絵本
- 『さる・るるる』（1980年 絵本館 ISBN 978-4871100229）
- 『みんなうんち』（1981年 福音館書店 ISBN 978-4834008487）
- 『きんぎょがにげた』（1982年 福音館書店 ISBN 978-4834008999）
- 『ことばがいっぱい言葉図鑑』 全10巻 （1993年 偕成社 ISBN 978-4033430010）
- 『らくがき絵本』（1990年 ブロンズ新社 ISBN 978-4893090195）
- 『あそぼうよ』(2001年 偕成社 ISBN 978-4032271904)

など作品多数。

### 映像作品
- 『えいごではなそう』（監修）
- 『五味太郎 ビデオ･ライブラリー』（全6巻）
- 『五味太郎 ことわざムービーズ』（上・下巻）
- 『みんなが おしえてくれました』
- 『えものは どこだ』

### 作詞
- 『かんづめあけたら』
- 『だんだんだんだん』
- 『ぼくのミックスジュース』
- 『とうめいにんげんなんだけど』
- 『でんぱがビッ』
- 『ギラギラギララ』
- 『ぼくのうちに』
- 『ないないクレヨン』
- 『さるが木からおっこちた』
- 『ほらなかなかいいちょうし』
- 『どこまでも』
- 『ひるさがり』
- 『まほうをかけた』
- 『おさんぽおさんぽ』
- 『さむいのきらいきらい』

### 絵本以外でのキャラクターデザイン
- 廣榮堂本店「元祖きびだんご」 - 岡山県の和菓子屋のお菓子で、包装紙やコマーシャルでのキャラクターを描いている[3]。
- サラヤ「シャボネット」 - 薬用石鹸液（ハンドソープ）の容器・詰替用パックのキャラクターを描いている。

他

### 著書
- 『大人問題』（1996年 講談社 ISBN 4062082756）（2001年 講談社文庫 ISBN 9784062731614）
- 『さらに・大人問題』（1999年 講談社 ISBN 4062089513（2005年 講談社文庫 ISBN 9784062751285）
- 『6Bの鉛筆で書く』（2022年 ブロンズ新社 ISBN 9784893097033）

## 出演
- ETV特集「五味太郎はいかが?」 （2021年2月6日、NHK Eテレ）[4]
- 首都圏情報ネタドリ 「絵本作家・五味太郎 50年の"みち"」（2023年9月15日 NHK 総合）